# Nicky Henson
Nicky Henson, született Nicholas Victor Leslie Henson (London, 1945. május 2. – 2019. december 15.) angol színész.

## Filmjei
- Father Came Too! (1964)
- Doctor in Clover (1966)
- Tréfacsinálók (The Jokers) (1967)
- Here We Go Round the Mulberry Bush (1968)
- 30 Is a Dangerous Age, Cynthia (1968)
- Boszorkányvadász generális (Witchfinder General) (1968)
- Crooks and Coronets (1969)
- Moszkitó század (Mosquito Squadron) (1969)
- Lány a levesemben (There's a Girl in My Soup) (1970)
- All Coppers Are... (1972)
- The Love Ban (1973)
- Psychomania (1973)
- Penny Gold (1973)
- Vampira (1974)
- Bedtime with Rosie (1975)
- The Bawdy Adventures of Tom Jones (1976)
- No. 1 of the Secret Service (1977)
- The Secret of Seagull Island (1985)
- Parting Shots (1998)
- Se veled, se nélküled (Me Without You) (2001)
- Terror az Orient Expresszen (Death, Deceit & Destiny Aboard the Orient Express) (2001)
- Legyezőhorgászat (Flyfishing) (2002)
- Vera Drake (2004)
- Sziriána (Syriana) (2005)
- EastEnders (2006, tv-sorozat, 36 epizódban)
- Blitz (2011)
- Run for Your Wife (2012)
- Downton Abbey (2010–2013, tv-sorozat, három epizódban)
- We Still Kill the Old Way (2014)
- Narcopolis (2015)
- Gozo (2016)
- The Holly Kane Experiment (2017)
- Tango One (2018)